# Thoracostoma sivertseni
Thoracostoma sivertseni är en rundmaskart som beskrevs av Allgen 1957. Thoracostoma sivertseni ingår i släktet Thoracostoma och familjen Leptosomatidae. Inga underarter finns listade i Catalogue of Life.